# Superliga Nacional de Futebol Americano de 2015
A Superliga Nacional de Futebol Americano de 2015 foi a divisão de elite do Campeonato Brasileiro de Futebol Americano de 2015. Foi dividida em Superliga Nordeste e Superliga Centro-Sul, onde os campeões de cada superliga se enfrentaram no Brasil Bowl VI. Após dois vice-campeonatos, o João Pessoa Espectros conquistou o primeiro título nacional da sua história, derrotando o então bicampeão Coritiba Crocodiles.
A final da Superliga Centro-Sul vencida pelo Coritiba Crocodiles contra o Cuiabá Arsenal na Arena Pantanal quebra o recorde de público em jogos de futebol americano no país com aproximadamente 14 mil pessoas.

## Fórmula de disputa
Este formato foi o mesmo que o utilizado na edição anterior, com as subidas do Foz do Iguaçu Black Sharks e Itapema White Sharks da Liga Nacional de 2014.
A Superliga Centro-Sul foi composta por sete equipes. Cada time enfrenta uma vez cada adversário, sendo que os dois melhores classificados fazem a final.
A Superliga Nordeste, organizada pela LINEFA, foi dividida em duas fases: a Preliminar e Fase Principal. Na Fase Preliminar contando com cinco equipes divididas em dois grupos, o Grupo Sul com três times e o Grupo Norte com dois times. Classificando o melhor de cada grupo à próxima fase. A Fase Principal agora com oito equipes foi também dividida entre o Grupo Sul e o Grupo Norte. Os times jogam seis partidas (três em casa e três fora), sendo quatro partidas entre adversários da mesmo grupo e duas partidas fora do grupo. Os dois melhores classificam-se à semifinal, com o primeiro colocado enfrentando o segundo do outro grupo. Os vencedores fazem a final, o Nordeste Bowl VI.
Os campeões das Superliga Nordeste e Superliga Centro-Sul decidem o título nacional, o Brasil Bowl VI.

## Equipes participantes
* Participaram apenas da Fase Preliminar da Superliga Nordeste.
| Superliga Centro-Sul | Superliga Nordeste                                                                                      | Superliga Nordeste |
| --- | --- | --- |
| - São José Istepôs - Itapema White Sharks - Coritiba Crocodiles - Foz do Iguaçu Black Sharks - Goiânia Rednecks - Cuiabá Arsenal - São Paulo Storm | Grupo Norte - América Bulls - Ceará Caçadores - Recife Pirates - UFERSA Petroleiros - Roma Gladiadores* | Grupo Sul - João Pessoa Espectros - Recife Mariners - Sergipe Bravos - Vitória FA - Aracaju Imortais* - Maceió Marechais* |

## Superliga Nordeste

### Classificação da Fase Preliminar
Classificados para a Fase Principal estão marcados em verde.
| Pos         | Times            | V | D | E | PCT   | PF | PS | SP  |
| ----------- | ---------------- | - | - | - | ----- | -- | -- | --- |
| Grupo Sul   |                  |   |   |   |       |    |    |     |
| 1           | Vitória FA       | 2 | 0 | 0 | 1.000 | 69 | 13 | 56  |
| 2           | Maceió Marechais | 1 | 1 | 0 | .500  | 52 | 36 | 16  |
| 3           | Aracaju Imortais | 0 | 2 | 0 | .000  | 2  | 74 | -72 |
| Grupo Norte |                  |   |   |   |       |    |    |     |
| 1           | Recife Pirates   | 2 | 0 | 0 | 1.000 | 34 | 6  | 28  |
| 2           | Roma Gladiadores | 0 | 2 | 0 | .000  | 6  | 34 | -28 |

### Classificação da Fase Principal
Classificados para os Playoffs estão marcados em verde.
| Pos         | Times                 | V | D | E | PCT   | PF  | PS  | SP   |
| ----------- | --------------------- | - | - | - | ----- | --- | --- | ---- |
| Grupo Sul   |                       |   |   |   |       |     |     |      |
| 1           | Recife Mariners       | 6 | 0 | 0 | 1.000 | 217 | 44  | 173  |
| 2           | João Pessoa Espectros | 4 | 2 | 0 | .667  | 181 | 55  | 126  |
| 3           | Vitória FA            | 2 | 4 | 0 | .333  | 88  | 184 | -96  |
| 4           | Sergipe Bravos        | 0 | 6 | 0 | .000  | 9   | 253 | -244 |
| Grupo Norte |                       |   |   |   |       |     |     |      |
| 1           | Ceará Caçadores       | 5 | 1 | 0 | .833  | 201 | 87  | 114  |
| 2           | Recife Pirates        | 3 | 3 | 0 | .500  | 71  | 88  | -17  |
| 3           | América Bulls         | 2 | 4 | 0 | .333  | 115 | 133 | -18  |
| 4           | UFERSA Petroleiros    | 2 | 4 | 0 | .333  | 39  | 77  | -38  |

### Playoffs
Em itálico, os times que possuem o mando de campo e em negrito os times classificados.
|  | Semifinais | Semifinais            | Semifinais      |    |  | Final                 | Final | Final |
|  |            |                       |                 |    |  |                       |       |       |
|  | 1          | Ceará Caçadores       | 06              |    |  |                       |       |       |
|  | 4          | João Pessoa Espectros | 23              |    |  |                       |       |       |
|  |            |                       |                 |    |  | João Pessoa Espectros | 16    |       |
|  |            |                       | Recife Mariners | 14 |  |                       |       |       |
|  | 2          | Recife Mariners       | 27              |    |  |                       |       |       |
|  | 3          | Recife Pirates        | 06              |    |  |                       |       |       |

#### Semifinais
| 1 de novembro | Relatório | Ceará Caçadores | 06–23 | João Pessoa Espectros |  | Estádio Presidente Vargas, Fortaleza-CE |  |

| 8 de novembro | Relatório | Recife Mariners | 27–06 | Recife Pirates |  | Estádio dos Aflitos, Recife-PE |  |

#### Nordeste Bowl VI
| 21 de novembro | Relatório | Recife Mariners | 14–16 | João Pessoa Espectros |  | Arena Pernambuco, Recife-PE |  |

## Superliga Centro-Sul

### Classificação da Fase Principal
Classificados para a Final estão marcados em verde.
| Pos | Times                      | V | D | E | PCT  | PF  | PS  | SP   |
| --- | -------------------------- | - | - | - | ---- | --- | --- | ---- |
| 1   | Cuiabá Arsenal             | 5 | 1 | 0 | .833 | 175 | 112 | 63   |
| 2   | Coritiba Crocodiles        | 5 | 1 | 0 | .833 | 159 | 88  | 71   |
| 3   | Itapema White Sharks       | 4 | 2 | 0 | .667 | 135 | 130 | 5    |
| 4   | Foz do Iguaçu Black Sharks | 3 | 3 | 0 | .500 | 162 | 123 | 39   |
| 5   | São José Istepôs           | 2 | 4 | 0 | .333 | 83  | 85  | -2   |
| 6   | São Paulo Storm            | 2 | 4 | 0 | .333 | 104 | 155 | -51  |
| 7   | Goiânia Rednecks           | 0 | 6 | 0 | .000 | 77  | 202 | -125 |

### Final
| 21 de novembro | Relatório | Cuiabá Arsenal | 07–13 | Coritiba Crocodiles |  | Arena Pantanal, Cuiabá-MT Público: 14.000 |  |

## Brasil Bowl VI
| 13 de dezembro 16:00 UTC -3 | Relatório | João Pessoa Espectros | 23–22 | Coritiba Crocodiles |  | Estádio Almeidão, João Pessoa-PB |  |

## Premiações
| Brasil Bowl VI                            |
| Paraíba                                   |
| ----------------------------------------- |
| João Pessoa Espectros Campeão (1º título) |

| Superliga Nordeste de 2015 (Nordeste Bowl VI) |
| Paraíba                                       |
| --------------------------------------------- |
| João Pessoa Espectros Campeão (6º título)     |

| Superliga Centro-Sul de 2015            |
| Paraná                                  |
| --------------------------------------- |
| Coritiba Crocodiles Campeão (6º título) |